# Ромб (астеризм)

Ромб — голова Дракона (внизу слева) вместе с ι Геркулеса (ещё ниже)

Ромб, или Голова дракона (англ. The Lozenge, Head of Draco) — астеризм в северном полушарии неба. В России доступен для наблюдения в любое время года. Включает несколько звёзд созвездия Дракона и одну — созвездия Геркулеса, расположенных в виде ромба. Это β Dra, γ Dra, ξ Dra, ν Dra и (иногда) ι Her.